# Framnes Mountains
Die Framnes Mountains sind ein bis zu 1490,9 m hohes Gebirge im ostantarktischen Mac-Robertson-Land, das im Wesentlichen aus der Casey Range, der Masson Range und der David Range sowie angrenzenden Gipfeln und Bergen besteht.
Entdeckt wurden sie bei der British Australian and New Zealand Antarctic Research Expedition (1929–1931) unter der Leitung des australischen Polarforschers Douglas Mawson. Im gleichen Zeitraum sichteten auch norwegische Walfänger das Gebirge. Das gesamte Gebiet wurde von norwegischen Kartografen anhand von Luftaufnahmen kartiert, die bei der Lars-Christensen-Expedition 1936/37 entstanden. Christensen benannte das Gebirge Framnesfjella nach einem Hügel in der Nähe des südnorwegischen Sandefjord. Das Advisory Committee on Antarctic Names übertrug 1947 den Namen ins Englische.